# The Keegans
Pour plus de détails, voir Fiche technique et Distribution.
The Keegans est un téléfilm américain réalisé par John Badham et diffusé sur le réseau CBS le 3 mai 1976.

## Fiche technique
- Titre original : The Keegans
- Réalisation : John Badham
- Scénario : Dean Riesner
- Directeur artistique : Ira Diamond
- Photographie : Stevan Larner
- Montage : Jamie Caylor, Chuck McClelland
- Musique : Paul Chihara
- Production : 
  - Producteur : George Eckstein
  - Producteur associée : Joseph Monzio
- Société(s) de production : Universal TV
- Société(s) de distribution : CBS
- Pays d'origine :  États-Unis
- Année : 1976
- Langue originale : anglais
- Format : couleur (Technicolor) – 35 mm – 1,33:1 – mono
- Genre : drame
- Durée : 90 minutes
- Dates de sortie : 
  -  États-Unis : 3 mai 1976

## Distribution
- Adam Roarke : Larry Keegan
- Spencer Milligan : Pat Keegan
- Heather Menzies : Brandy Keegan
- Tom Clancy : Tim Keegan
- Joan Leslie : Mary Keegan
- Paul Shenar : Rudi Portinari
- Priscilla Pointer : Helen Hunter McVey
- Janit Baldwin : Tracy McVey
- Penelope Windust : Penny Voorhees Keegan
- Judd Hirsch : Lt. Marco Ciardi
- Robert Yuro : Vinnie Cavell